# Suzette Sargeant
Suzette Sargeant (2 aprile 1972) è un'ex cestista e allenatrice di pallacanestro statunitense.

## Carriera
Guardia-ala di 185 cm, ha giocato in Serie A1 con Messina, in Islanda con Njarðvík e in Finlandia con Forssan Koripojat.